# Christopher Kandie
Christopher Kandie (19 september 1969) is een Keniaanse langeafstandsloper.

## Loopbaan
Kandie is het meest bekend door zijn overwinning in 2002 op de marathon van Hamburg in 2:10.17. Hij ging in Hamburg de Ethiopiër Hailu Negussie met zeven seconden vooraf. Op de derde plaats eindigde nog een Keniaan, Maiki Saina in 2:10.44.
In 2000 werd hij tweede in de 20 van Alphen in een tijd van 58.16. Op 23 september 2001 won hij de Greifenseelauf.
Kandie won in 2004 de Bredase Singelloop. In 2005 werd hij zeventiende op de marathon van Berlijn en werd hij vijfde op de halve marathon van Berlijn in 1:02.14. In 2007 werd hij twaalfde op de marathon van Seoel in 2:18.18.

## Persoonlijke records
| Onderdeel      | Prestatie | Datum         | Plaats              |
| -------------- | --------- | ------------- | ------------------- |
| 20 km          | 58.16     | 12 maart 2000 | Alphen aan den Rijn |
| halve marathon | 1:01.24   | 7 april 2002  | Berlijn             |
| marathon       | 2:10.17   | 21 april 2002 | Hamburg             |

## Palmares

### 10 km
- 2000:  Korschenbroicher Citylauf - 28.45
- 2000: 4e Paderborner Osterlauf - 29.17

### 15 km
- 2000:  Kerzerslauf - 44.31,6

### 10 Eng. mijl
- 2000:  Schortenser Jever Funlauf - 46.48

### 20 km
- 2000:  20 van Alphen - 58.16

### halve marathon
- 2000: 6e City-Pier-City Loop - 1:01.53
- 2000:  halve marathon van Altötting - 1:03.47
- 2001:  halve marathon van Paderborn - 1:02.23
- 2001:  Greifenseelauf - 1:03.00
- 2002:  halve marathon van Berlijn - 1:01.24
- 2002:  Greifenseelauf - 1:04.34
- 2004:  Bredase Singelloop - 1:02.12
- 2005: 5e halve marathon van Berlijn - 1:02.14

### marathon
- 2001: 6e marathon van Hamburg - 2:14.15
- 2001:  marathon van Keulen - 2:16.02
- 2002:  marathon van Hamburg - 2:10.17
- 2003: 7e marathon van Carpi - 2:17.34
- 2004: 15e marathon van Hamburg - 2:15.54
- 2004: 9e marathon van Reims - 2:19.59
- 2005: 4e marathon van Essen - 2:13.59
- 2005: 4e marathon van Karlsruhe - 2:23.23
- 2005: 17e marathon van Berlijn - 2:19.11
- 2006: 16e marathon van Berlijn - 2:21.37
- 2007:  marathon van Leipzig - 2:19.14
- 2010: 11e marathon van Jackson - 2:53.32
- 2010: 12e marathon van Jacksonville Beach - 2:26.13
- 2012: 5e marathon van Tecamachalco - 2:36.07